# Foltos fülőke
A foltos fülőke (Rhodocollybia maculata) a szegfűgombafélék családjába tartozó, Európában és Észak-Amerikában honos, fenyvesekben, bükkösökben élő, nem ehető gombafaj. 

## Megjelenése
A foltos fülőke kalapja 3-7 (10) cm széles, alakja fiatalon félgömbös, később domború, esetleg majdnem lapos. Széle begöngyölt, felszíne sima, száraz. Színe fehéres vagy krémfehér, idővel számos kis, rozsdavörös vagy fahéjbarna pötty jelenik meg rajta. 
Húsa fehér, sérülésre nem színeződik, a kalap közepén vastag. Szaga édeskés vagy nem jellemző, íze keserű.
Nagyon sűrű állású lemezei felkanyarodók. Színük fehér, esetleg a kalaphoz hasonlóan rozsdafoltos.
Tönkje 5-10 cm magas és 1-2 cm vastag. Alakja hengeres. Színe fehér vagy krémfehér, felülete hosszanti szálas, sokszor a kalaphoz hasonlóan rozsdafoltos.
Spórapora fehér. Spórája közel gömb alakú vagy széles ellipszoid, felülete sima, mérete 4–6 x 4–5 µm.

### Hasonló fajok
A fehér pereszkéktől karcsú termőteste és rozsdafoltjai különböztetik meg.

## Elterjedése és termőhelye
Európában és Észak-Amerikában honos. 
Hegyi, dombvidéki fenyvesekben, esetleg savanyú talajú bükkösökben él. Júniustól októberig terem.

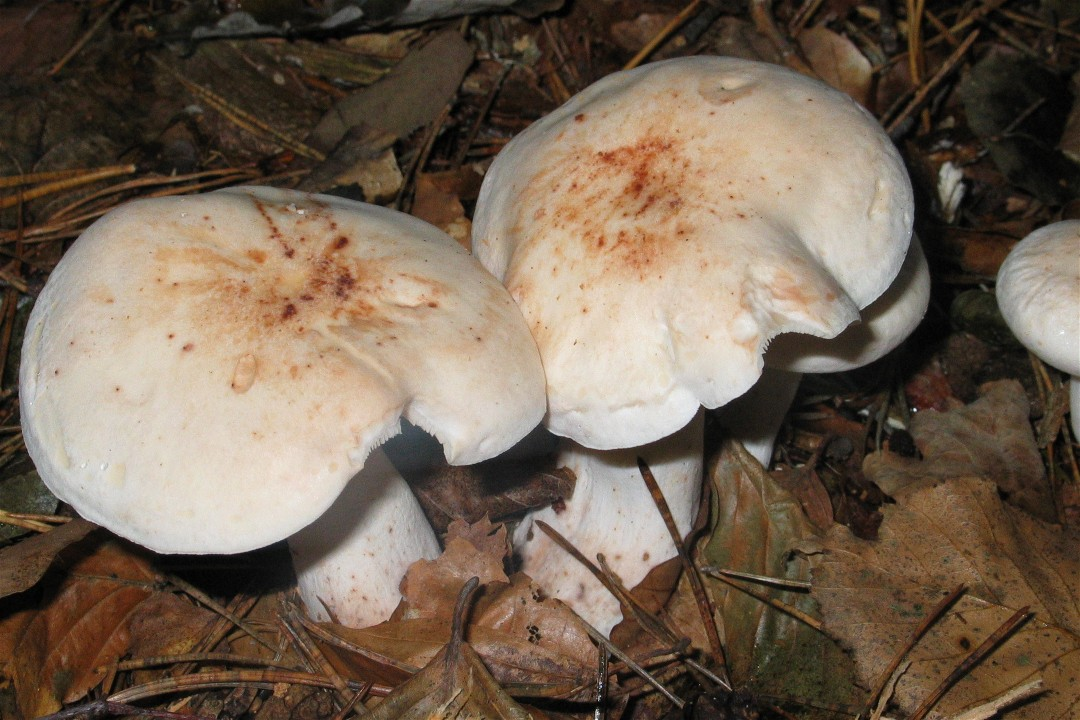
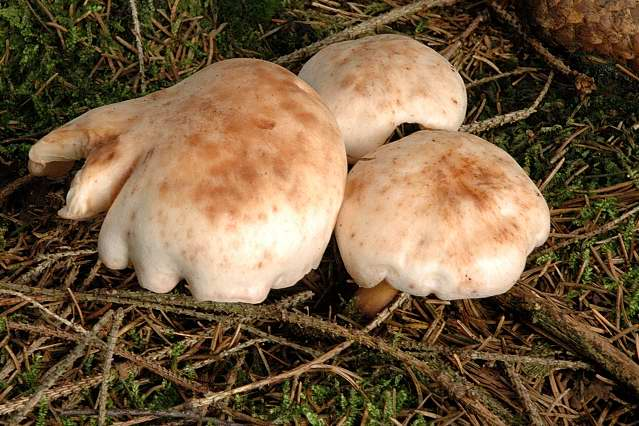
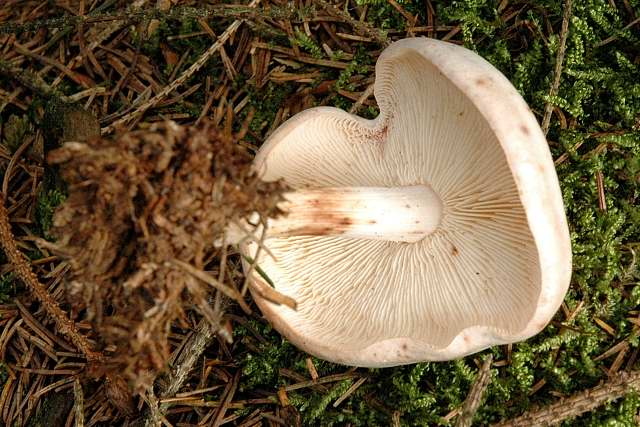
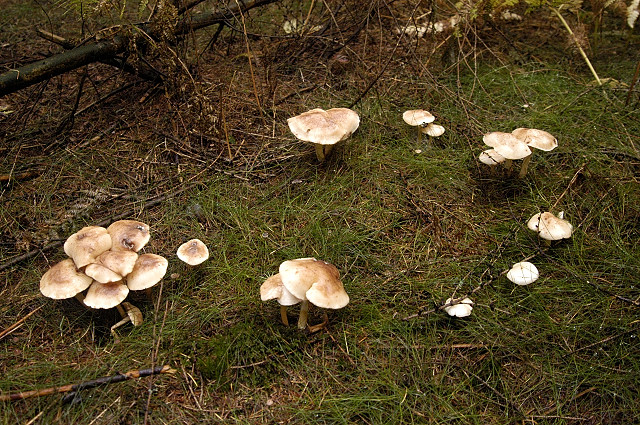
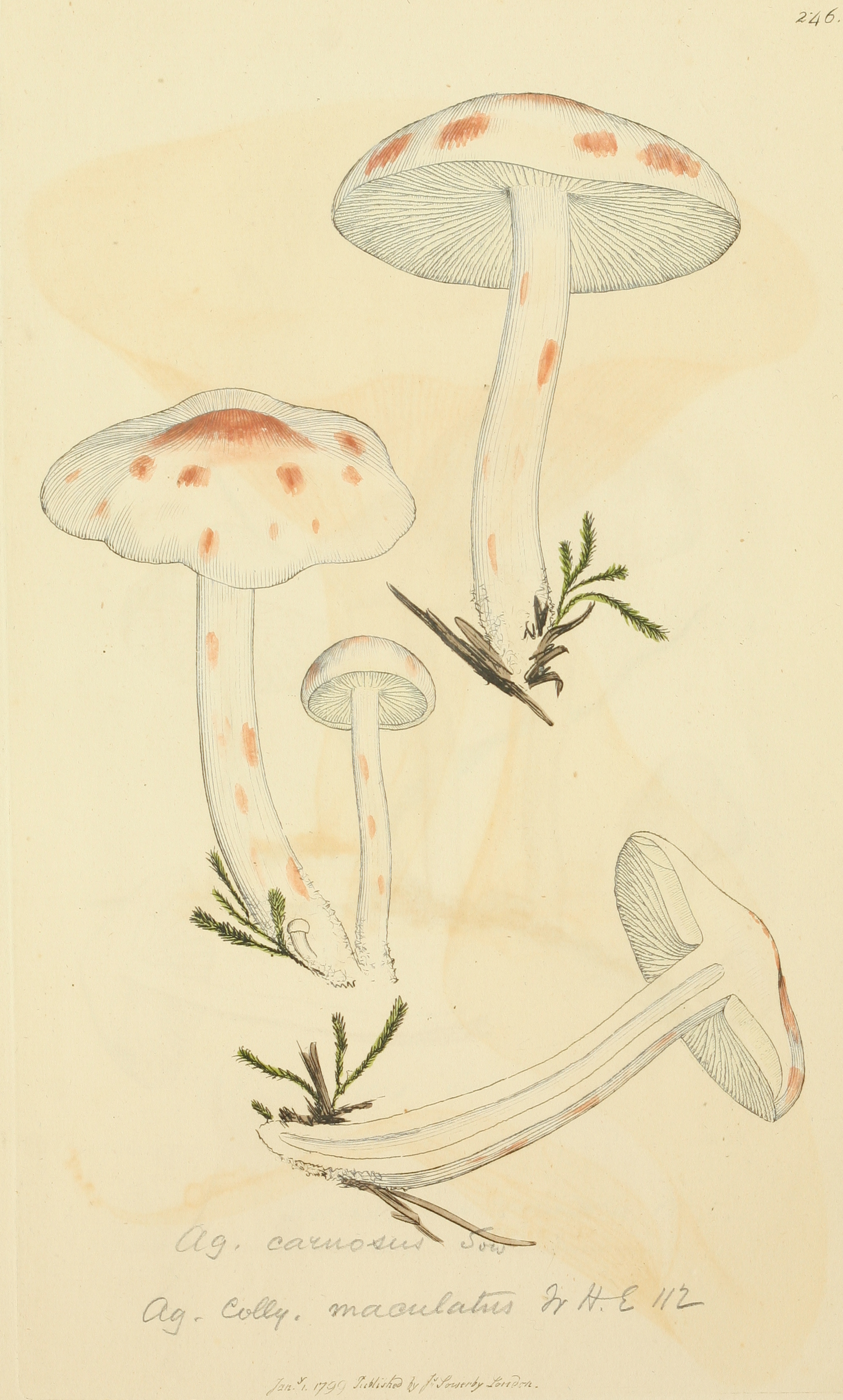

Nem ehető. 